# 徐锡麟故居
徐锡麟故居是中国近代民主革命烈士徐锡麟（1873年－1907年7月7日）的出生和成长地，位于浙江省绍兴市越城区东浦镇孙家溇（原属绍兴县），为建于清代的砖木结构传统民居，徐锡麟祖父桐轩公自下方桥迁居东浦，从一朱姓人家购入并改造扩建而成。
建筑坐北朝南，占地面积1100平方米，建筑面积575平方米，中轴线上依次为门屋、大厅（一经堂）和座楼三进，面阔均为三间，西侧依次为桐映书屋和藏书楼两进，面阔均为两间。2006年与大通学堂一同公布为全国重点文物保护单位。